# Домодедово (городской округ)
Домоде́дово — административно-территориальная единица (город областного подчинения с административной территорией), в границах которой функционирует муниципальное образование городской округ Домоде́дово. Создано в 2005 году, включив в себя аэропорт Домодедово и все населённые пункты упразднённого Домодедовского района.
Глава городского округа и города Домодедово Евгения Михайловна Хрусталёва. Председатель совета депутатов городского округа Домодедово Леонид Павлович Ковалевский.
Административный центр — город Домодедово. Население — 226 573 чел. (2024).

## География
Площадь территории муниципального образования составляет 81 880 га. Городской округ Домодедово граничит на севере с Ленинским городским округом, на западе с городским округом Подольск и Чеховским городским округом, на востоке с Раменским городским округом и на юге с городским округом Ступино Московской области.

### Климат и почва
Климат — умеренно континентальный с относительно мягкой зимой, частыми оттепелями и тёплым влажным летом. Частое прохождение циклонов с Атлантики и иногда со Средиземноморья обуславливает увеличение облачности. Среднеянварская температура составляет около −10,5 °C, среднеиюльская — +17,5 °C. Средняя продолжительность безморозного периода — около 130 дней.
Почвы — аллювиальные, серые лесные.

### Гидрография
По домодедовской земле проходят два водораздела. Один из них делит на два бассейна стока главных рек района: реки Пахра и реки Северка. Второй водораздел, лежащий на юге района, служит для раздела стока реки Северка и реки Каширка. Бассейн реки Пахры с притоками: Рожайка, Рогожка, Злодейка, Жданка занимает значительную площадь, преимущественно северо-западную часть района. А бассейн реки Северки с притоками: Гнилуша (Малая Северка), Речица, Востец занимает юго-восточную часть района. Пахра и Северка являются притоками реки Москвы. На юге Домодедовского района у деревни Глотаево находится исток реки Каширки, которая является притоком реки Ока. Бассейн стока реки Каширки на Домодедовской земле невелик. Значительная часть сел и деревень Домодедовского района расположены в Долинах рек: Рожайки, Рогожки, Злодейки.

#### Реки
- Битца — левый приток реки Пахры, находится на юго-западе Москвы. Длина 24 км.
- Востец — река, впадающая в реку Северку. На Востеце расположены деревня Тишково, село Ляхово. Длина реки составляет 13 км.
- Гнилуша — левый приток реки Северки. Длина реки составляет 38 км.
- Жданка — правый приток Пахры. Самый короткий из правых притоков Пахры. Длина 12 км.
- Злодейка — малая река, правый приток реки Рожайка, впадающей в Пахру. Длина 15 км.
- Конопелька — правый приток реки Пахры. Длина 13 км.
- Пахра — в древности носила название Пехра. Крупнейшая река Московской области, правый приток Москвы-реки. Длина 135 км.
- Речица — правый приток реки Северки. Длина реки составляет 25 км.
- Рогожка — левый приток реки Рожайки. Длина Рогожки около 12 километров.
- Рожайка (Ражия) — это правый приток Пахры, течёт она по Подольскому, Домодедовскому районам Московской области. Длина реки 50 км. Глубина небольшая, до одного метра; в неё впадает множество родниковых ручьёв, из-за этого вода всегда холодная.
- Северка — правый приток реки Москвы. Длина 98 км. Река Северка имеет довольно быстрое течение. Река не очень широкая, её максимальная ширина 3-4 метра. Отличается своей извилистостью. Вода в реке мутная, сероватого цвета. Существует легенда по этому поводу. Якобы князь Московский Дмитрий Иванович, собираясь в поход против вражеских войск Мамая, в знак преданности своей Родине у реки Северки съел горсть освящённой земли и выплюнул чёрную слюну с крутого берега в реку. Вот и говорят, что с тех пор она и есть мутно-серая. В реке водится рыба.

## История
12 января 2005 года был принят закон, согласно которому к 1 января 2006 года муниципальное образование Домодедовский район было упразднено и преобразовано в муниципальное образование городской округ Домодедово.
21 декабря 2006 года был принят закон «О городском округе Домодедово и его границе», который уточнил формулировки старого закона (в частности переименования населённых пунктов), оставив неизменными границы и площадь
7 сентября 2007 года было введено деление городского округа на территориальные административные округа, а также уточнено деление города Домодедово на микрорайоны.
Затем несколько раз описание границ городского округа Домодедово изменялось или уточнялось (29 мая 2009 года, 25 декабря 2009 года и 30 декабря 2010 года).
2 декабря 2007 года состоялся референдум, где 95 % жителей Домодедово проголосовали против строительства платной автомобильной дороги в пределах города.
1 октября 2012 года был введён в эксплуатацию платный участок трассы М4 «Дон» начиная с 52 км, для жителей Домодедово проезд также стал платным.

## Население
| 2009     | 2010     | 2011     | 2012     | 2013     | 2014     | 2015     |
| -------- | -------- | -------- | -------- | -------- | -------- | -------- |
| 129 937  | ↗135 405 | ↗140 568 | →140 568 | ↗144 917 | ↗149 053 | ↗153 598 |
| 2016     | 2017     | 2018     | 2019     | 2020     | 2021     | 2023     |
| ↗158 581 | ↗167 907 | ↗172 113 | ↗179 228 | ↗184 161 | ↗217 328 | ↗222 807 |
| 2024     |          |          |          |          |          |          |
| ↗226 573 |          |          |          |          |          |          |

### Урбанизация
В городских условиях (город Домодедово) проживают 69,15 % населения.

### Национальный состав
По итогам переписи населения 2020 года проживали следующие национальности (национальности менее 0,1 % и другое, см. в сноске к строке «Другие»):
| Национальность | Численность, чел. | Доля     |
| -------------- | ----------------- | -------- |
| Русские        | 183 759           | 84,55 %  |
| Армяне         | 2399              | 1,10 %   |
| Узбеки         | 2150              | 0,99 %   |
| Татары         | 1808              | 0,83 %   |
| Украинцы       | 1600              | 0,74 %   |
| Таджики        | 1590              | 0,73 %   |
| Азербайджанцы  | 834               | 0,38 %   |
| Молдаване      | 567               | 0,26 %   |
| Белорусы       | 459               | 0,21 %   |
| Киргизы        | 449               | 0,21 %   |
| Чуваши         | 273               | 0,13 %   |
| Грузины        | 260               | 0,12 %   |
| Казахи         | 248               | 0,11 %   |
| Корейцы        | 226               | 0,10 %   |
| Другие         | 20 706            | 9,54 %   |
| Итого          | 217 328           | 100,00 % |

## Населённые пункты
В городской округ входят 140 населённых пунктов, в том числе 1 город и 139 сельских населённых пунктов.
| №   | Населённый пункт                                   | Тип населённого пункта          | Население |
| --- | -------------------------------------------------- | ------------------------------- | --------- |
| 1   | Авдотьино                                          | деревня                         | ↗152      |
| 2   | Акулинино                                          | деревня                         | ↘3        |
| 3   | Артемьево                                          | деревня                         | ↘73       |
| 4   | Базулино                                           | деревня                         | ↘4        |
| 5   | Барыбино                                           | деревня                         | ↗13       |
| 6   | Бехтеево                                           | деревня                         | ↗41       |
| 7   | Битягово                                           | село                            | ↗62       |
| 8   | Благое                                             | деревня                         | ↗67       |
| 9   | Борисово                                           | деревня                         | ↘8        |
| 10  | Бортнево                                           | деревня                         | ↘12       |
| 11  | Буняково                                           | деревня                         | ↗115      |
| 12  | Бурхино                                            | деревня                         | ↗60       |
| 13  | Бытинки                                            | деревня                         | ↘2        |
| 14  | Вахромеево                                         | деревня                         | ↘12       |
| 15  | Введенское                                         | село                            | ↗186      |
| 16  | Ведищево                                           | деревня                         | ↗6        |
| 17  | Вельяминово                                        | село                            | ↘1974     |
| 18  | Вертково                                           | деревня                         | ↘14       |
| 19  | Воеводино                                          | деревня                         | ↗50       |
| 20  | Вяльково                                           | деревня                         | ↘36       |
| 21  | Гальчино                                           | деревня                         | ↗3607     |
| 22  | Глотаево                                           | деревня                         | ↘59       |
| 23  | Голубино                                           | деревня                         | ↘85       |
| 24  | Государственного племенного завода «Константиново» | посёлок                         | ↘2728     |
| 25  | Данилово                                           | деревня                         | ↗18       |
| 26  | Дебречено                                          | деревня                         | ↘2        |
| 27  | Добрыниха                                          | село                            | ↘848      |
| 28  | Долматово                                          | село                            | ↗618      |
| 29  | Домодедово                                         | город, административный центр   | ↗156 681  |
| 30  | Домодедово                                         | село                            | ↗7848     |
| 31  | Жеребятьево                                        | деревня                         | ↗27       |
| 32  | Житнево                                            | деревня                         | ↘1436     |
| 33  | Жуково                                             | деревня                         | ↗20       |
| 34  | Заболотье                                          | деревня                         | ↘65       |
| 35  | Зиновкино                                          | деревня                         | ↘4        |
| 36  | Ивановка                                           | деревня                         | ↘11       |
| 37  | Ильинское                                          | деревня                         | ↘1349     |
| 38  | Ильинское                                          | село                            | ↘4909     |
| 39  | Истомиха                                           | деревня                         | ↗29       |
| 40  | Калачево                                           | деревня                         | ↘26       |
| 41  | Камкино                                            | деревня                         | ↘21       |
| 42  | Караваево                                          | деревня                         | →9        |
| 43  | Карачарово                                         | деревня                         | ↘4        |
| 44  | Киселиха                                           | деревня                         | ↘35       |
| 45  | Кишкино                                            | село                            | ↘143      |
| 46  | Колычево                                           | село                            | ↘103      |
| 47  | Константиново                                      | село                            | ↗136      |
| 48  | Косино                                             | деревня                         | ↘94       |
| 49  | Котляково                                          | деревня                         | ↗64       |
| 50  | Коченягино                                         | деревня                         | ↘5        |
| 51  | Красино                                            | деревня                         | ↗13       |
| 52  | Красное                                            | деревня                         | ↘9        |
| 53  | Красный Путь                                       | село                            | ↗3803     |
| 54  | Крюково                                            | деревня                         | →3        |
| 55  | Кузовлево                                          | село                            | ↘27       |
| 56  | Кузьминское                                        | село                            | ↗42       |
| 57  | Куприяниха                                         | деревня                         | ↘7        |
| 58  | Купчинино                                          | деревня                         | ↗34       |
| 59  | Курганье                                           | деревня                         | ↘9        |
| 60  | Кутузово                                           | деревня                         | ↘90       |
| 61  | Кучино                                             | деревня                         | ↗19       |
| 62  | Лобаново                                           | село                            | ↗371      |
| 63  | Ловцово                                            | деревня                         | ↘27       |
| 64  | Лониха                                             | деревня                         | →5        |
| 65  | Лукино                                             | деревня                         | ↘13       |
| 66  | Лямцино                                            | село                            | ↘212      |
| 67  | Ляхово                                             | деревня                         | ↗41       |
| 68  | Максимиха                                          | деревня                         | ↘11       |
| 69  | Мансурово                                          | деревня                         | ↗15       |
| 70  | Матчино                                            | деревня                         | ↗13       |
| 71  | Минаево                                            | деревня                         | ↗4        |
| 72  | Митино                                             | деревня                         | →1        |
| 73  | Михайловское                                       | село                            | ↗27       |
| 74  | Михеево                                            | деревня                         | ↗32       |
| 75  | Мотякино                                           | деревня                         | ↗10       |
| 76  | Немцово                                            | деревня                         | ↘10       |
| 77  | Никитское                                          | село                            | ↗104      |
| 78  | Новленское                                         | деревня                         | ↗64       |
| 79  | Новлянское                                         | деревня                         | ↘22       |
| 80  | Новосъяново                                        | деревня                         | ↘124      |
| 81  | Образцово                                          | деревня                         | ↘344      |
| 82  | Овчинки                                            | деревня                         | ↗22       |
| 83  | Одинцово                                           | деревня                         | ↗136      |
| 84  | Острожки                                           | деревня                         | ↗16       |
| 85  | Павловское                                         | деревня                         | ↘1295     |
| 86  | Парышево                                           | деревня                         | →4        |
| 87  | Пестово                                            | деревня                         | ↗669      |
| 88  | Повадино                                           | деревня                         | ↘8        |
| 89  | Повадино                                           | посёлок железнодорожной станции | ↘54       |
| 90  | Повадино                                           | посёлок                         | ↘186      |
| 91  | Поздново                                           | деревня                         | ↗7        |
| 92  | Поливаново                                         | деревня                         | ↘11       |
| 93  | Посёлок санатория «Подмосковье»                    | посёлок                         | ↗3952     |
| 94  | Привалово                                          | деревня                         | ↗36       |
| 95  | Проводы                                            | деревня                         | ↗64       |
| 96  | Пушкино                                            | деревня                         | ↘7        |
| 97  | Растуново                                          | село                            | ↗5219     |
| 98  | Редькино                                           | деревня                         | ↘22       |
| 99  | Ртищево                                            | деревня                         | ↗23       |
| 100 | Рябцево                                            | деревня                         | →41       |
| 101 | Семивраги                                          | деревня                         | ↘50       |
| 102 | Скрипино-1                                         | деревня                         | ↘2        |
| 103 | Сокольниково                                       | деревня                         | ↗14       |
| 104 | Соломыково                                         | деревня                         | ↗9        |
| 105 | Сонино                                             | деревня                         | ↗706      |
| 106 | Софьино                                            | деревня                         | ↘0        |
| 107 | Старое                                             | деревня                         | ↗6        |
| 108 | Старосъяново                                       | деревня                         | ↗62       |
| 109 | Степанчиково                                       | деревня                         | ↘17       |
| 110 | Степыгино                                          | деревня                         | ↗525      |
| 111 | Ступино                                            | деревня                         | ↘14       |
| 112 | Судаково                                           | деревня                         | ↘308      |
| 113 | Сырьево                                            | деревня                         | →19       |
| 114 | Татариново                                         | деревня                         | ↘32       |
| 115 | Татарское                                          | деревня                         | ↘1        |
| 116 | Тишково                                            | село                            | ↘23       |
| 117 | Торчиха                                            | деревня                         | ↗1        |
| 118 | Тупицино                                           | деревня                         | ↗4        |
| 119 | Тургенево                                          | деревня                         | ↗19       |
| 120 | Уварово                                            | село                            | ↗11       |
| 121 | Уварово                                            | деревня                         | ↗8        |
| 122 | Угрюмово                                           | деревня                         | ↘8        |
| 123 | Успенское                                          | село                            | ↗104      |
| 124 | Чулпаново                                          | деревня                         | ↗35       |
| 125 | Чурилково                                          | деревня                         | ↘2159     |
| 126 | Шахово                                             | деревня                         | ↘12       |
| 127 | Шебочеево                                          | деревня                         | ↗9        |
| 128 | Шестово                                            | деревня                         | ↗51       |
| 129 | Шишкино                                            | село                            | ↗135      |
| 130 | Шишкино                                            | деревня                         | ↘63       |
| 131 | Шубино                                             | село                            | ↘29       |
| 132 | Щеглятьево                                         | деревня                         | ↘28       |
| 133 | Щербинка                                           | деревня                         | ↗27       |
| 134 | Юдино                                              | деревня                         | ↘20       |
| 135 | Юрьевка                                            | деревня                         | ↗6        |
| 136 | Юсупово                                            | деревня                         | ↗17       |
| 137 | Юсупово                                            | село                            | ↘36       |
| 138 | Яковлевское                                        | деревня                         | ↗2        |
| 139 | Ям                                                 | село                            | ↗3649     |
| 140 | Ярлыково                                           | деревня                         | ↗76       |

## Органы местного самоуправления
Структуру органов местного самоуправления городского округа составляют:
- Совет депутатов городского округа,
- Глава городского округа,
- Администрация городского округа,
- Счётная палата городского округа.

## Территориальные отделы
На территории городского округа Домодедово действуют территориальные отделы микрорайонов города (внутригородских микрорайонов) и территориальные отделы административных округов городского округа (сельских территорий).
Территориальные отделы являются территориальными органами в рамках Комитета по территориальному управлению Администрации городского округа Домодедово. Деятельностью территориальных отделов руководят заместители председателя комитета — начальники соответствующих территориальных отделов Комитета по территориальному управлению.
| название территориального отдела                           | микрорайон / административный округ   | территория                  | адрес                                        | примечание |
| ---------------------------------------------------------- | ------------------------------------- | --------------------------- | -------------------------------------------- | --- |
| ТО микрорайона Центральный                                 | микрорайон Центральный                |                             | ул. Корнеева, 42                             | |
| ТО микрорайона Западный                                    | микрорайон Западный                   |                             | ул. Талалихина, 8                            | |
| ТО микрорайона Северный                                    | микрорайон Северный                   |                             | ул. Ломоносова, 12, корп. 1                  | |
| ТО микрорайона Южный                                       | микрорайон Южный                      |                             | ул. Курыжова, 17                             | |
| ТО микрорайонов Авиационный и Востряково                   | микрорайон Авиационный                |                             | ул. Королева, 7, корп. 1                     | |
| ТО микрорайонов Авиационный и Востряково                   | микрорайон Востряково                 |                             | ул. Донбасская, 52                           | |
| ТО микрорайонов Белые Столбы и Барыбино                    | микрорайон Белые Столбы               |                             | ул. Кирова, 3а                               | |
| ТО микрорайонов Белые Столбы и Барыбино                    | микрорайон Барыбино                   |                             | ул. Чкалова, 1                               | |
| ТО Никитского административного округа                     | Никитский административный округ      | Одинцовская территория      | пос. санатория «Подмосковье», 9              | бывший Одинцовский сельский округ Домодедовского района                                                                                             |
| ТО Никитского административного округа                     | Никитский административный округ      | Константиновская территория | пос. ГПЗ «Константиново», ул. Центральная, 1 | бывший Константиновский сельский округ Домодедовского района                                                                                        |
| ТО Повадинского и Растуновского административных округов   | Повадинский административный округ    | Повадинская территория      | с. Вельяминово, 1а                           | бывший Вельяминовский сельский округ Домодедовского района Повадинский АО образован в 2012 году путём объединения Вельяминовского и Угрюмовского АО |
| ТО Повадинского и Растуновского административных округов   | Повадинский административный округ    | Угрюмовская территория      | с. Добрыниха, 7, корп. 2                     | бывший Угрюмовский сельский округ Домодедовского района, с 2012 года входит в состав Повадинского АО                                                |
| ТО Повадинского и Растуновского административных округов   | Растуновский административный округ   | Растуновская территория     | с. Растуново, ул. Заря, 26                   | бывший Растуновский сельский округ Домодедовского района                                                                                            |
| ТО Лобановского и Краснопутьского административных округов | Краснопутьский административный округ | Краснопутьская территория   | с. Красный Путь, ул. Центральная, 1          | бывший Краснопутьский сельский округ Домодедовского района                                                                                          |
| ТО Лобановского и Краснопутьского административных округов | Лобановский административный округ    | Лобановская территория      | д. Гальчино, бульвар 60-летия СССР, 3        | бывший Лобановский сельский округ Домодедовского района                                                                                             |
| ТО Колычевского и Ямского административных округов         | Колычевский административный округ    | Колычевская территория      | д. Чурилково, 7а                             | бывший Колычевский сельский округ Домодедовского района                                                                                             |
| ТО Колычевского и Ямского административных округов         | Ямской административный округ         | Ямская территория           | с. Ям, ул. Центральная, 7                    | бывший Ямской сельский округ Домодедовского района                                                                                                  |

## Экономика

### Промышленность
Основными направлениями промышленности в округе являются:
- ОП ФЛ ООО «ПЕПСИКО ХОЛДИНГС», ООО «Мос-ЭТ» (ликвидирована), ООО «Нестле Вотеркурлерс Сервис».
- Крупная фирма ЗАО «Мультифлекс» — компания, занимающаяся производством пластмассовых изделий.
- Компания ООО «Фирма СТД-Люкс», выпускающая оконную столярную продукцию автоматизировала новый цех изготовления оконного бруса, что сразу сказалось на увеличении выпуска продукции.
- Заводы: ЗАО «ДЗ ЖБИ»; ОАО «342 механический завод»; ЗАО «Стальинвест»; ЗАО ДЗМК «Метако» (ныне банкрот)[38], ОАО «ДЗСМИК», ООО «АлупластРУС» (пластиковые окна), ООО «ДОМЗ».

### Транспорт

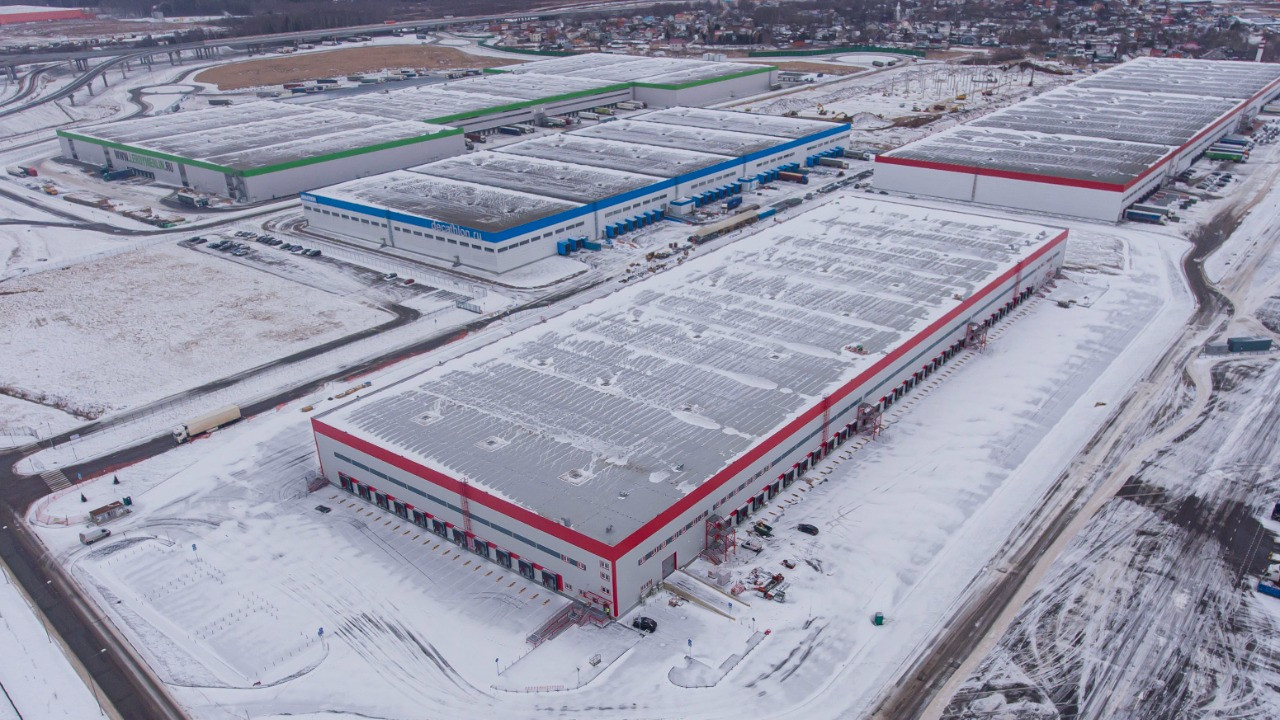
Сортировочный терминал на территории индустриального парка «Южные врата» в городском округе Домодедово

- Домодедовское ПАТП (автобусы, м-ты № 404, 466, 505 из/в г. Москва, 30 из/в а/п Домодедово; 57, 67, 71 из/в г. Подольск, 63 из/в г. Бронницы)
- РандТранс (маршрутное такси, м-ты № 593, 871, 877, 879, 899 из/в г. Москва)
- РЖД (станции: Ленинская, 32 км., Авиационная, Космос, Домодедово, Взлётная, Востряково, Белые Столбы, 52 км, Барыбино, Вельяминово)
- Международный аэропорт Домодедово
- Мосгортранс (автобусы 510, 510э — Метро Домодедовская — Домодедовское кладбище, Д — по Домодедовскому кладбищу)

## Достопримечательности
- Усадьба Морозовых.

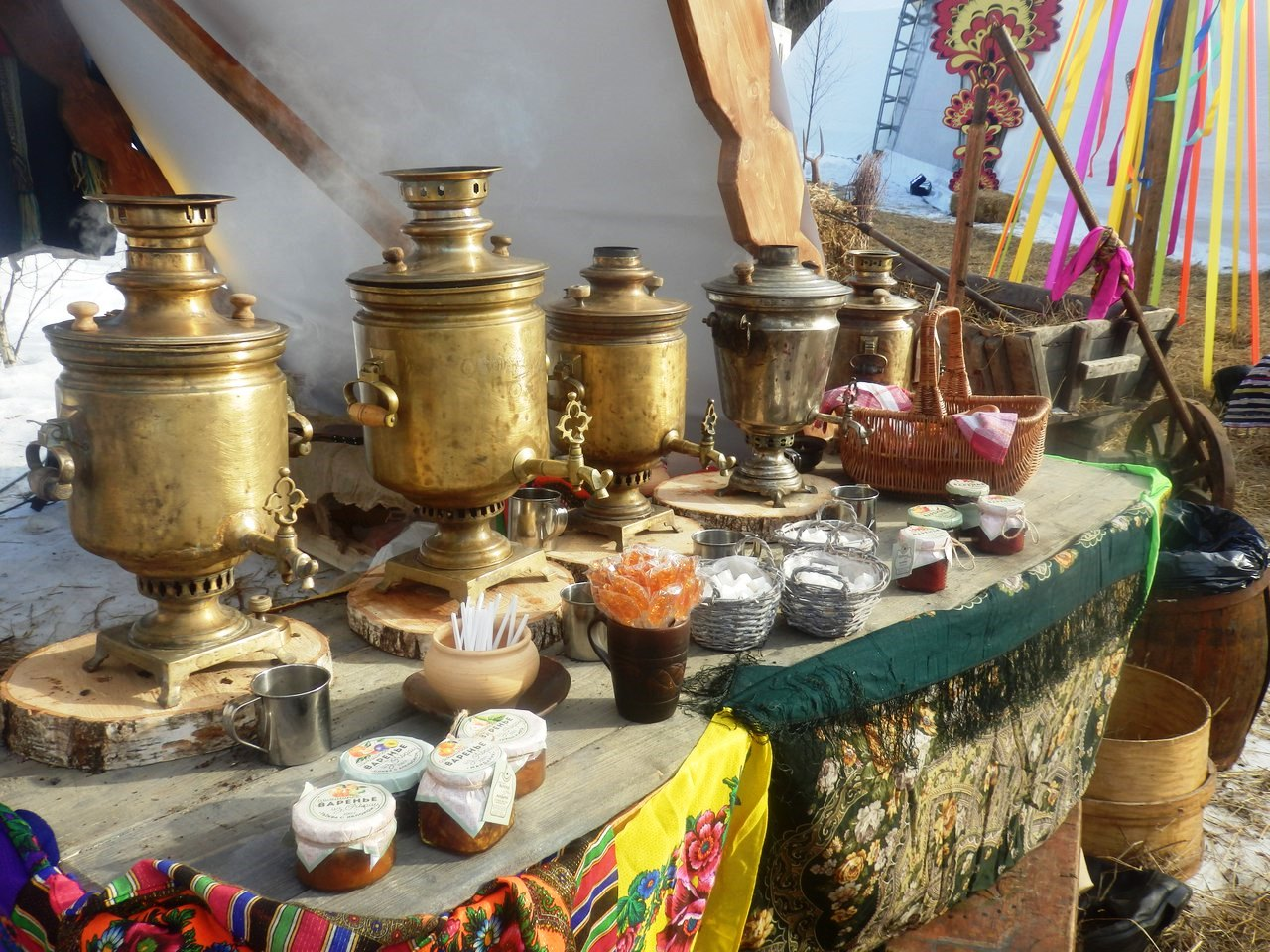
Выездные мероприятия Дома народного творчества Москвы и Московской области в Чулпаново.

- Усадьба Константиново, с прилегающим парком.
- Крестовоздвиженский Иерусалимский ставропигиальный женский монастырь (1870 год).
- Церковь Николая Чудотворца в с. Домодедово (Церковь в стиле барокко, XVI век).
- Церковь Михаила Архангела в с. Одинцово (храм в стиле классицизма, XVI век).
- Церковь Воскресения Словущего в Битягово (XVI век).
- Церковь Воздвижения Креста Господня в Сокольниково.
- Церковь Воздвижения Креста Господня в Юсупово.
- Храм Успения Пресвятой Богородицы в селе Успенское (XVIII век).
- Серафимо-Знаменский женский скит (действующий монастырь, основанный в начале прошлого века).
- Церковь Знаменская в с. Кузьминское (между 1669 и 1678) — работает по сей день.
- Областной Дом народного творчества Московской области д. Чулпаново (с 2000) — работает по мероприятиям и выставкам[39].
- На территории муниципального образования расположено наибольшее количество каменоломен, в которых исторически велась добыча используемого при строительстве Москвы известняка. (см. Подмосковные каменоломни).
- «Система Сьяны» — известные и посещаемые любителями каменоломни, протяжённостью более 27 км.
- «Система Кисели» — более сложная и требующая профессиональной подготовки система каменоломен.
- «Никиты» — наиболее сложная и запутанная из подмосковных систем.

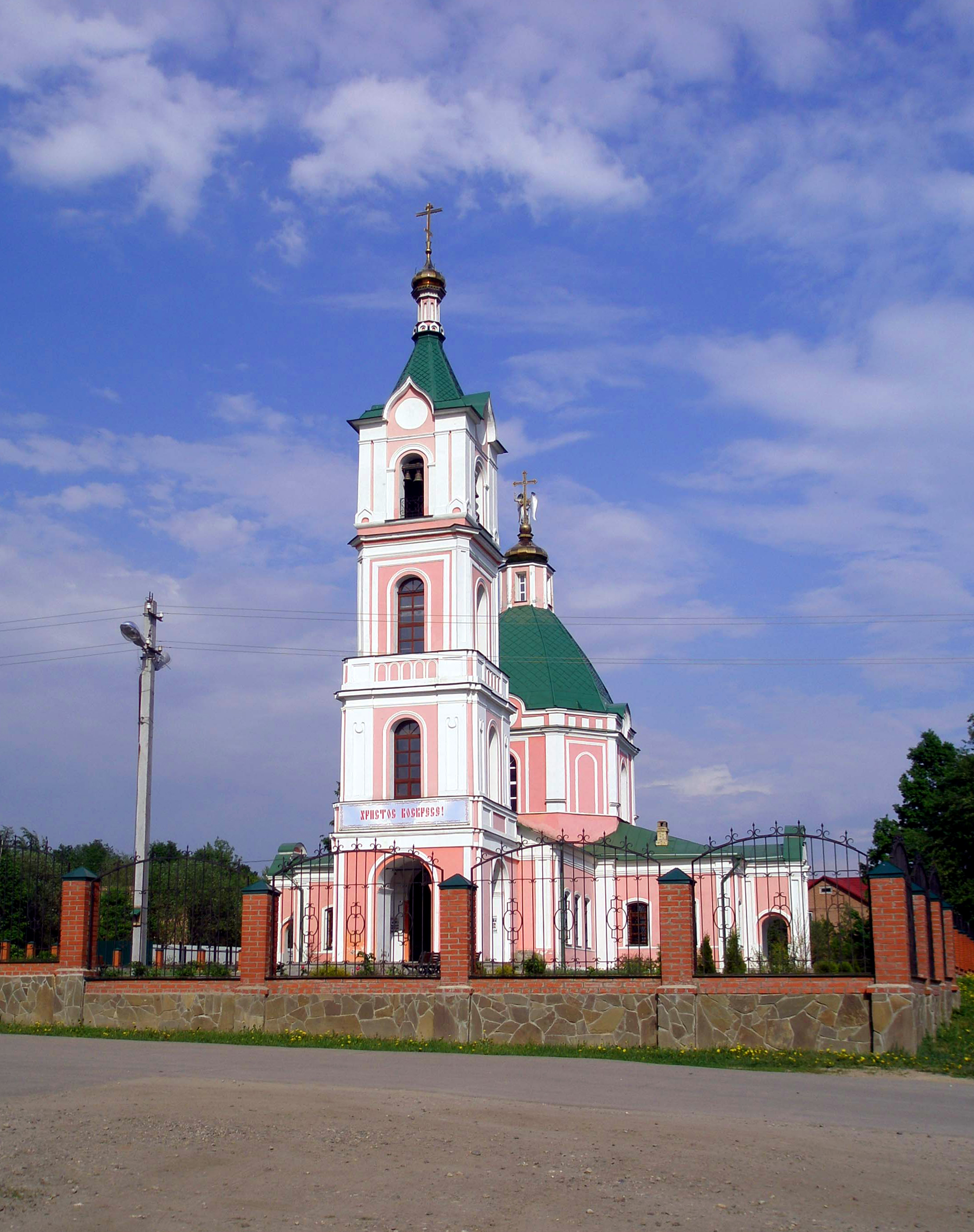
Успенский храм в селе Успенское
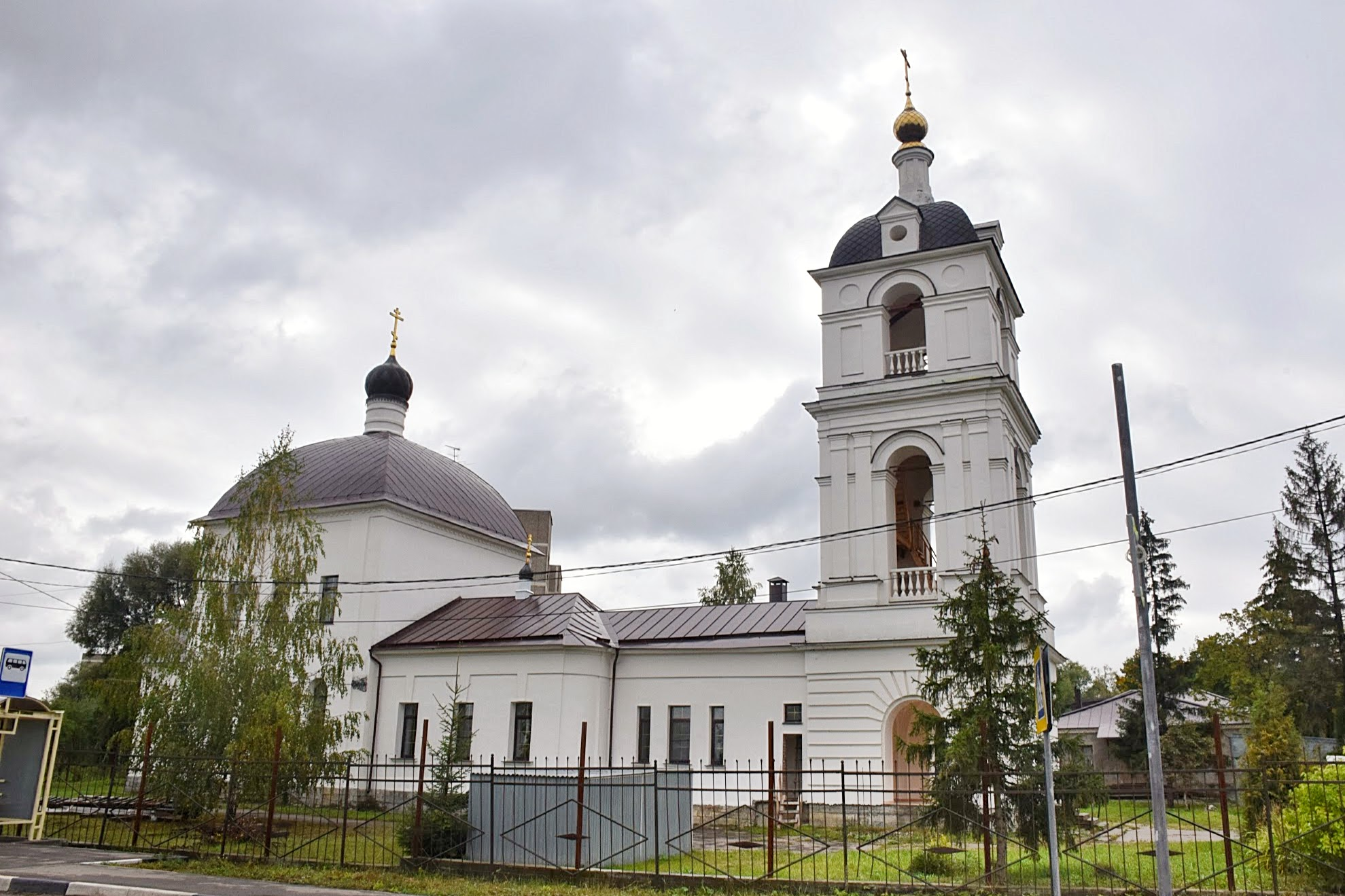
Церковь Илии Пророка в селе Ильинском
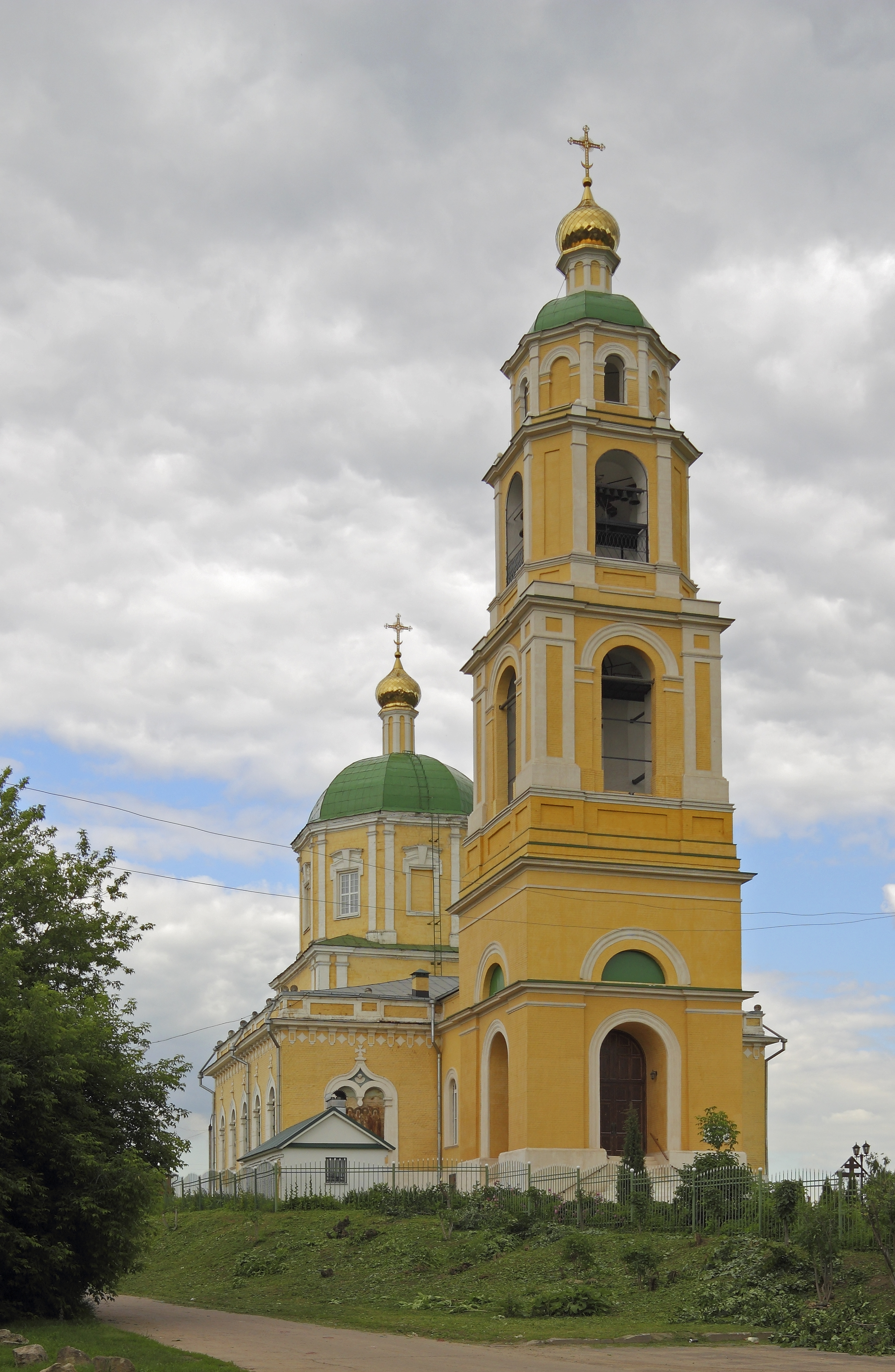
Никольская церковь в селе Домодедово

## Археология
- Щербинское городище